# Komise pro vyhrazené záležitosti
Komise pro vyhrazené záležitosti (italsky Commissione di materie riservate) je ekonomický úřad římské kurie, který má za úkol "stanovovat případ od případu, o jakých úkonech ekonomické povahy je nutné udržovat rezervovanost."

## Historie
Dne 1. června 2020 přijal papež František "Normy o tranparentnosti, kontrole a konkurenci veřejných kontraktů Svatého Stolce a Vatikánského městského státu" , které předpokládají v čl. 4, §2 vznik takové komise. Papež ji uvedl v život tím, že 29. září 2020 jmenoval její členy.

## Seznam členů
- kardinál Kevin Farrell - prezident (prefekt Dikasteria pro laiky, rodinu a život a Camerlengo Svaté římské církve);
- arcibiskup Filippo Iannone - sekretář;
- kardinál Fernando Vérgez Alzaga, L.C. (prezident Governatorátu Městského státu Vatikán);
- biskup Nunzio Galantino (prezident Správy majetku Apoštolského stolce);
- kněz Juan Antonio Guerrero Alves, S.J. (prefekt Sekretariátu pro ekonomiku).